# Castel San Pietro Terme (stacja kolejowa)
Castel San Pietro Terme (włoski: Stazione di Castel San Pietro Terme) – stacja kolejowa w Castel San Pietro Terme, w regionie Emilia-Romania, we Włoszech. Znajdują się tu 2 perony.